# 王宗堯 (嘉靖進士)
王宗堯 （1498年—1558年），字見甫，又字崇道，號一軒，四川敘州府富順縣人，竈籍，明朝政治人物。

## 生平
四川鄉試第三十九名舉人。四十七歲中式嘉靖二十三年（1544年）中式甲辰科會試第二百七十名，登第二甲第二十八名進士。授南京户部雲南司主事，轉江西司员外郎，监税淮安钞关，以考察降调南京都察院经历，辞官而归。

## 家族
原籍湖广麻城，曾祖王大賓；祖父王聘；父王楚鳳，母歐氏；繼母曾氏；章氏。